# Csém (Ausztria)
Csém (németül: Schandorf, horvátul: Čemba) község  Ausztriában Burgenland tartományban a Felsőőri járásban.

## Fekvése
Felsőőrtől 23 km-re keletre, Szombathelytől 16 km-re, míg Nardától 2 km-re nyugatra, a magyar határ mellett fekszik.

## Története

### A középkorban
A település története nyolcezer évre nyúlik vissza, ezzel a dél-burgenlandi térség egyik legrégibb lakott településének számít. A hallstatt-korban fejlett vasfeldolgozás folyt itt, mely jólétet hozott az itt élőknek. Ennek a kornak az emléke az a mintegy százhetven nagy halomsír, melyet az itt élő gazdagabb embereknek emeltek.
A mai település első írásos említése IV. Béla adományleveléből, 1244-ből származik "villa Chem" alakban. Ebben az időben Csém a környék határőrfalvaihoz tartozott és ekkor épült a falu temploma is. A 15. században a Baumkirchner család birtoka lett, akik a szalónaki uradalomhoz csatolták. 1532-ben elpusztította a török. A kihalt település 1537-ben a Batthyány család birtoka lett, akik 1543-ban  nyugat-szlavóniai horvátokkal telepítették be. 1580 körül lakói az új tanok hatására evangélikusok lettek. Első evangélikus prédikátora Szilágyi István 1612-ből ismert.

### Az újkorban
1634-ben a katolikus hitet újra felvevő Batthyány Ádám Csém lakosságát is visszatérítette az ősi hitre. A linzi béke hatására az 1647. évi országgyűlés 90 másik templommal együtt Csém templomát is visszarendelte az evangélikus egyháznak, de később a rekatolizáció jegyében újra visszakerült a katolikusokhoz. 1795-ben a régi helyett a falu új templomot épített. A község 1872-es pecsétjén „Csémi Község” felirat olvasható, 1898-ban hivatalos neve is Csém lett. A 19. század végétől  a gazdasági nehézségek miatt sok lakója vándorolt ki.
Vályi András szerint "CSEM. Sandof. Német falu Vas Vármegyében, földes Ura Hertzeg Battyáni Uraság, fekszik Szalonakhoz egy, és 3/4. mértföldnyire, termésbéli tulajdonságaira nézve lásd Bosokot mellyhez hasonló, nevezetes vagyonnyaihoz képest, első Osztálybéli."
Fényes Elek szerint "Csém, Schandorf, horvát falu, Vas vgyében, a rohonczi uradalomban, ut. p. Kőszeg. Lakja 550 k. paroch. templommal."
Vas vármegye monográfiája szerint " Csém, horvát falu a szombathely-pinkafői vasút mellett, 96 házzal és 670 r. kath. lakossal. Postája és távirója Csajta. Már 1600-ban virágzó plebániája volt. Mostani, kőfallal körülvett kath. templomát 1795-ben adták át a híveknek.
" 

### A 20–21. században
1910-ben 719 lakosa volt, melyből 675 horvát, 41 magyar, 3 német. 1921-ig Vas vármegye Kőszegi járásához tartozott. Ekkor a trianoni és saint germaini békeszerződések értelmében Ausztria része lett, de ez csak 1923. január 10-én vált véglegessé. 1951. február 19-én a községbe érkezettek Karády Katalin Frank Irma barátnőjével és Mohácsi Ilona öltöztetőnőjével, valamint Lantos Olivérrel, a korszak híres táncdalénekesével, miután nardai embercsempészek segítségével elhagyták Magyarországot. 1971-ben Csémet a szomszédos Incéddel együtt Csajtához csatolták. 1996. január 1-jén újra önálló község lett. A község új címerét 1998. szeptember 6-án fogadták el.
2001-ben 310 lakosából 228 fő volt horvát, 3 magyar, 76 német és 3 egyéb nemzetiségű.
2007-ben a magyarországi Narda és Csém között új határátkelőhely létesült, melyet  gyalogosan és kerékpárral lehet igénybe venni. Ez nagyban hozzájárult a két horvát anyanyelvű község kapcsolatainak erősítéséhez.
2013. október 19-én felavatták a Csém és Narda közötti 2 km-es kerékpározható utat.

## Nevezetességei
- Szent Anna tiszteletére szentelt római katolikus temploma 1795-ben épült, 1835-ben barokk stílusban építették át.
- Határában az erdőben mintegy 170 hallstatt-kori halomsír található, melyek 16-tól 40 m magasak.